# Украинская держава

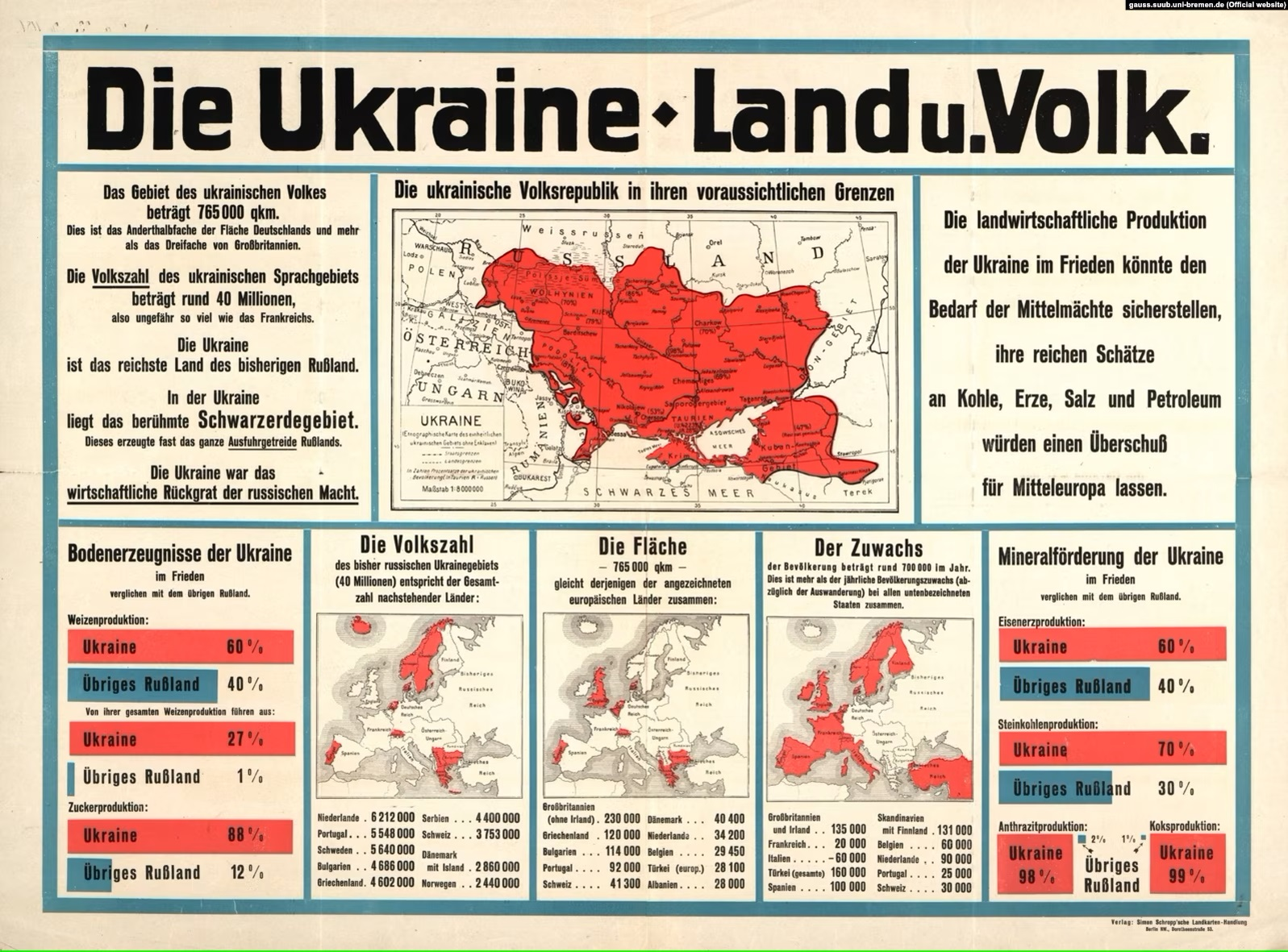
Австро-германский плакат 1918 года, на котором представлена украинская этническая территория

Украинская держава (укр. Українська Держава, дословно — «Украинское государство»), иногда также Второй гетманат (укр. Другий Гетьманат) — украинское государство, провозглашённое на территории Украинской Народной Республики в период с 29 апреля по 14 декабря 1918 года.
Полумонархический диктаторский гетманский режим, установленный в результате государственного переворота, последовавшего после разгона австро-германскими оккупантами Центральной рады. Во главе провозглашённой Украинской державы встал самопровозглашённый гетман Павел Скоропадский — верховный руководитель государства, армии и судебной власти, опиравшийся на австро-германские оккупационные войска, крупных землевладельцев, буржуазию, русское офицерство, перешедшее на службу в гетманскую армию.
Гетман Скоропадский ликвидировал Центральную раду и её учреждения, земельные комитеты, упразднил народную республику и отменил реформы, осуществлённые при УНР.
С первых дней существования режима гетманской власти ему противостояла политическая оппозиция со стороны партий, составлявших основу бывшей Центральной рады. Восстановление помещичьего землевладения и продовольственный грабёж со стороны оккупационных войск привели к повсеместным крестьянским восстаниям.
14 ноября 1918 года, через несколько дней после известия о Компьенском перемирии, гетман Скоропадский подписал «Грамоту» — манифест, в котором он заявил, что будет отстаивать «давнее могущество и силу Всероссийской державы», и призвал к строительству «Всероссийской федерации» как первому шагу к воссозданию великой России. Манифест означал крах всех усилий украинского национального движения по созданию самостоятельной украинской государственности. Этот документ окончательно оттолкнул от гетмана большую часть украинских федералистов, украинских военных и интеллигенции. Развернулось антигетманское восстание под руководством Директории УНР. В течение месяца под командованием Симона Петлюры режим гетманской власти был свергнут повстанцами и, перешедшими на сторону Директории, гетманскими войсками. 14 декабря Скоропадский подписал манифест об отречении и бежал из Киева. К 20 декабря на всей территории гетманской Украины, за исключением района Одессы и части Екатеринославской губернии, была восстановлена власть Украинской народной республики.

## Предыстория. Государственный переворот 29—30 апреля

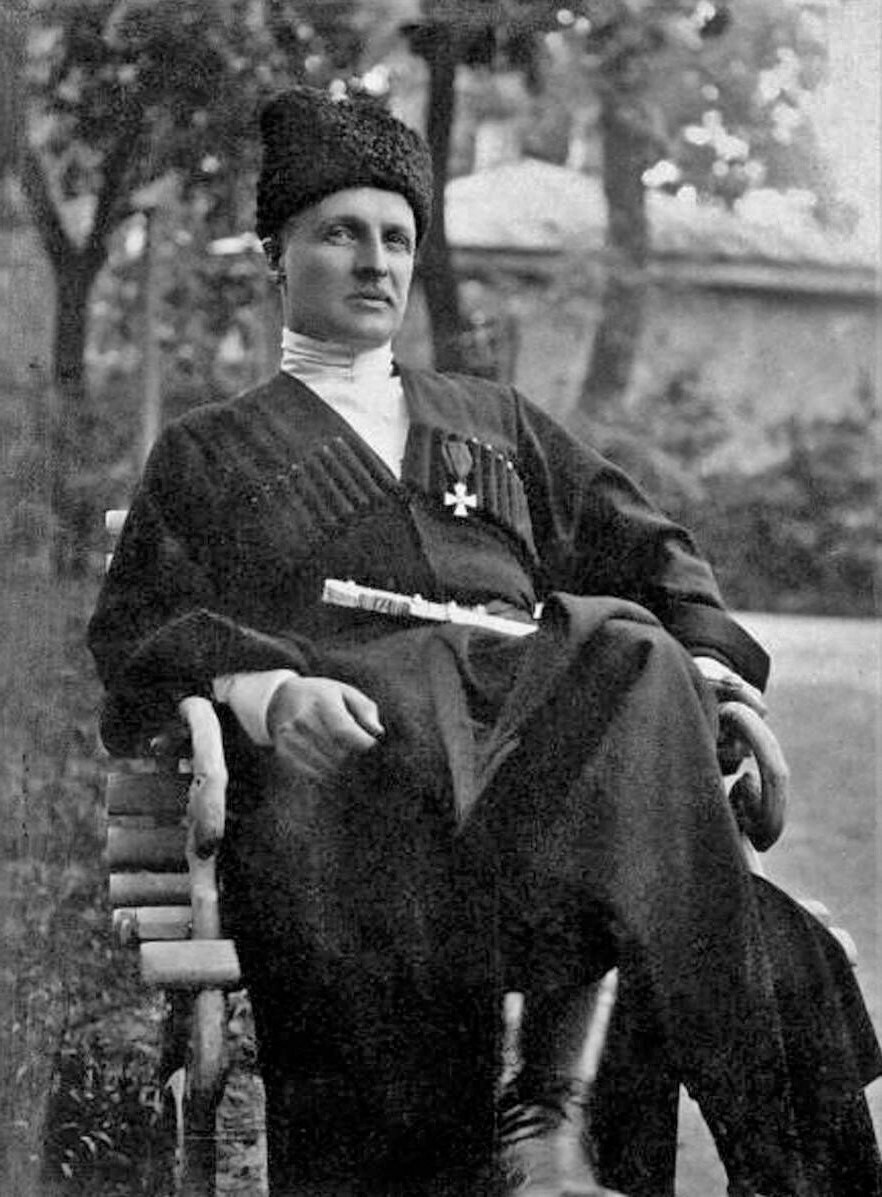
Гетман всея Украины Павел Скоропадский

Непосредственной предпосылкой к смене правящего режима была неспособность правительства УНР добиться стабилизации внутриполитической обстановки и гарантировать Центральным державам выполнение условий Брестского мирного договора, в первую очередь — обеспечения поставки продовольствия в согласованных объёмах.
С восстановлением на территории Украины власти Центральной рады активизировались контрреволюционные силы. Так, в Киеве возникла правая политическая организация «Украинская народная громада», объединившая в своих рядах крупных землевладельцев и бывших военных. Значительную часть членов УНГ составили старшины (офицеры) 1-го Украинского корпуса и казаки Вольного казачества, а возглавил её Павел Скоропадский — бывший генерал-лейтенант Русской императорской армии, флигель-адъютант Николая II. УНГ установила тесные отношения с Украинской демократическо-хлеборобской партией, Союзом земельных собственников. Руководство УНГ поставило перед собой задачу добиться смены правительственного курса.
Политика радикальных реформ Центральной рады привела к обострению аграрных противоречий на Украине. Ещё в январе 1918 года Центральная рада приняла земельный закон, в основу которого заложила принцип обобществления земли. Этот закон не способствовал стабилизации политической ситуации в стране, так как не только распалял революционные страсти среди беднейшего крестьянства, подталкивая его к погромам помещичьих имений, но и настраивал крупных землевладельцев и зажиточных крестьян против власти. Командование германских и австро-венгерских войск, декларируя невмешательство во внутренние дела УНР, было разочаровано неспособностью правительства обеспечить вывоз продовольствия в Германию и Австро-Венгрию. Их более не удовлетворяла деятельность находящейся в политическом кризисе Центральной рады.
В середине апреля германские представители вели переговоры с крупным собственником и меценатом Евгением Чикаленко, предлагая ему пост гетмана Украины. Аналогичные предложения поступали украинскому общественному деятелю Николаю Михновскому, рассматривалась также кандидатура принца Вильгельма Габсбурга (Василия Вышиваного). Однако, выбор был остановлен на Павле Скоропадском.
23 апреля трёхсторонняя комиссия подготовила хозяйственный договор между УНР и Германией и Австро-Венгрией. УНР обязалась поставить Центральным державам 60 млн пудов зерна, 400 млн штук яиц, другую сельскохозяйственную продукцию. 24 апреля генерал Вильгельм Грёнер встретился с делегацией «Украинской народной громады». Стороны достигли взаимопонимания в вопросе смены правительства. 25 апреля по приказу фельдмаршала Г. Эйхгорна в УНР были введены немецкие военно-полевые суды. 26 апреля Центральная рада выразила протест этому решению. 28 апреля германские военные разогнали Центральную раду. Группа основных министров правительства была отправлена в Лукьяновскую тюрьму.
29 апреля Всеукраинский съезд хлеборобов в Киеве (6500 делегатов) потребовал прекратить социальные эксперименты и восстановить гетманат, как историческую форму правления Украины; гетманом Украины был единогласно избран Павел Скоропадский.
Павел Скоропадский происходил из старшинского рода, был крупным землевладельцем, в армии Российской империи дослужился до генерал-лейтенанта, летом 1917 года создал 1-й Украинский корпус на базе украинизированного 34-го армейского корпуса Юго-Западного фронта, осенью 1917 года был избран почётным атаманом Вольного казачества. По поводу своих основных целей на посту главы государства Скоропадский в своих мемуарах писал: «Создать сильное правительство для восстановления, прежде всего, порядка, для чего необходимо создать административный аппарат, который в то время фактически отсутствовал, и провести действительно здоровые демократические реформы».
Государственный переворот совершился почти бескровно. Немцы разоружили (и впоследствии распустили) дислоцировавшиеся в Киеве 1-ю Синежупанную дивизию и полк сечевых стрельцов. В ночь на 30 апреля под контроль гетманцев перешли все важнейшие правительственные учреждения, была распущена Центральная рада. В Киеве была распространена подписанная гетманом «Грамота ко всему украинскому народу», в которой говорилось о переходе полномочий главы государства к «гетману всея Украины» Скоропадскому, переименовании УНР в Украинскую державу, формировании исполнительного органа Украинской державы — Рады министров, восстановлении «Права частной собственности как фундамента культуры и цивилизации», объявлении свободы покупки и продажи земли.
Были провозглашены «Законы о временном государственном устройстве Украины», согласно которым гетман, получавший широкие полномочия во всех сферах, назначал «атамана (председателя) совета министров» и утверждал состав его кабинета.
30 апреля было сформировано правительство Николая Василенко (и. о. председателя Рады министров).

## Внутренняя политика

### Государственное устройство

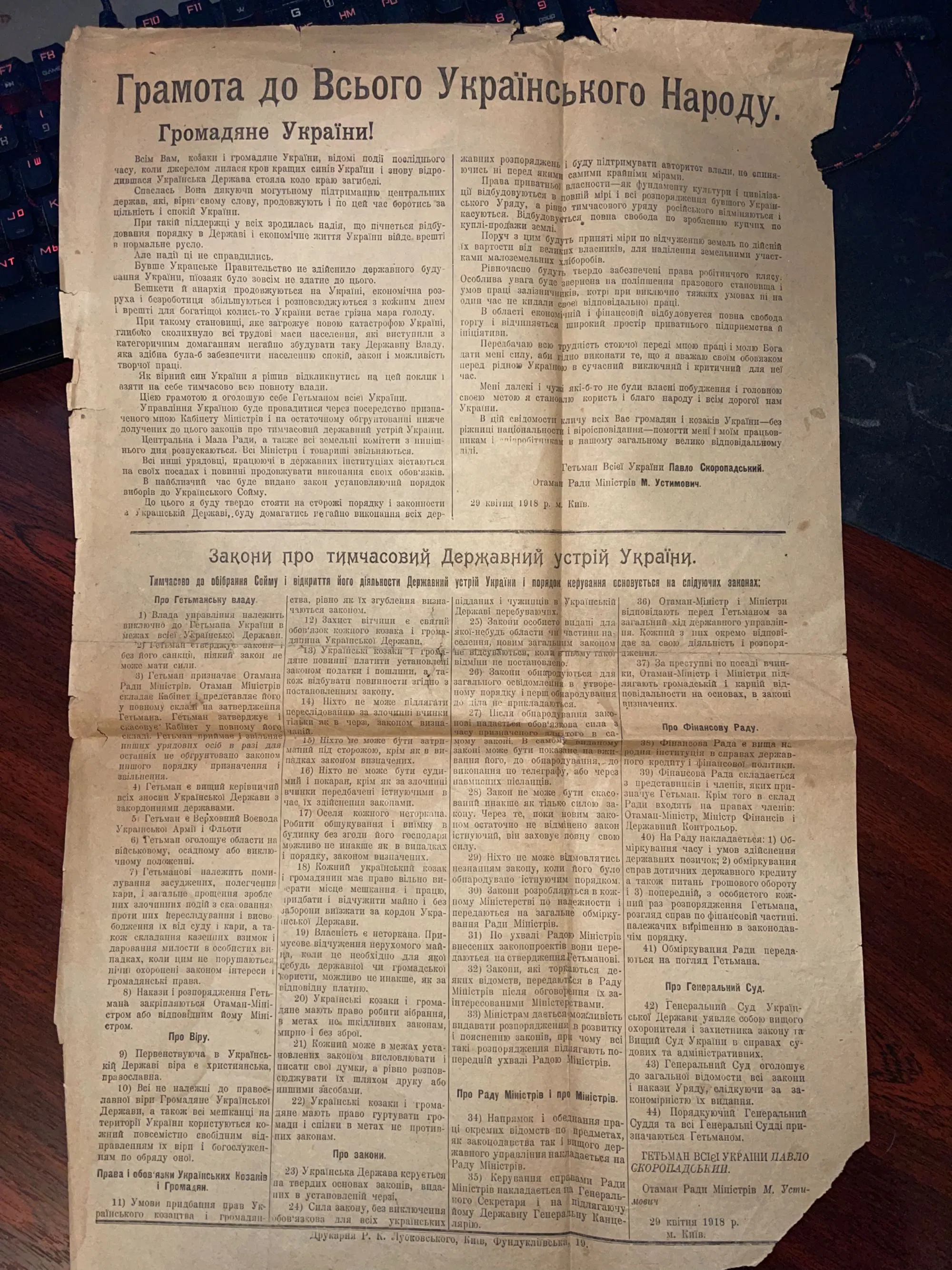
Грамота ко всему украинскому народу. Законы о временном государственном устройстве Украины. 29 апреля 1918 года.

Согласно «Законам о временном государственном устройстве Украины» (разработанным на основе Основных государственных законов Российской империи в редакции от 23 апреля 1906 г.), государство возглавлялось гетманом, государственное управление осуществлялось назначаемым им правительством. Гетман провозглашался гарантом порядка и законности до выборов Украинского сейма.
В кадровой политике режим гетманской власти опирался на земских деятелей и профессиональных управленцев царского государственного аппарата. Полицейские функции выполнял департамент МВД, называвшийся укр. «державна варта» («государственная стража»).
В законодательстве подтверждалось действие законодательных актов Российской империи, не отменённых правительством Украинской державы. Было издано более 500 законодательных актов, разработана (но не реализована) программа реформы судебной системы, земского самоуправления и пр., создана система государственных наград.

### Силы режима и оппозиция
Скоропадский намеревался опираться в своей деятельности на старое чиновничество и офицерство, крупных землевладельцев (Украинская демократическо-хлеборобская партия и Союз земельных собственников) и буржуазию («Протофис» — Союз представителей промышленности, торговли, финансов, сельского хозяйства).
3 мая был сформирован кабинет министров во главе с премьером Ф. А. Лизогубом — крупным землевладельцем, председателем Полтавского губернского земства. Большинство министерских должностей заняли кадеты, которые поддержали гетманский режим.
К 10 мая были арестованы делегаты Второго всеукраинского крестьянского съезда, а сам съезд был разогнан. Оставшиеся на свободе делегаты призвали крестьян к борьбе против Скоропадского. Первая всеукраинская конференция профсоюзов также вынесла резолюцию против гетмана.
Социалистические партии Украины отказались сотрудничать с новым режимом. После того, как украинский эсер Д. Дорошенко согласился занять пост министра иностранных дел, в газете «Новая Рада» появилось сообщение об исключении его из партии. Гетман запретил созыв партийных съездов УСДРП и УПСР, но они тайно собрались и вынесли антигетманские резолюции. Центром легальной оппозиции гетманскому режиму стали земства.
Май 1918 года был отмечен началом крестьянской войны, вскоре охватившей всю территорию Украины. 3 июня по призыву украинских эсеров вспыхнуло восстание в Звенигородском и Таращанском уездах Киевской губернии. В августе — сентябре германским и гетманским войскам с трудом удалось подавить Звенигородско-Таращанское восстание, но оно перекинулось на новые регионы — Полтавщину, Черниговщину, Екатеринославщину и в Северную Таврию.
Подрывную работу против гетмана вела тайная офицерская организация — «Украинский офицерский союз — Батькивщина (Отечество)», который возглавил генерал Александр Греков.
С конца июня германское командование потребовало от гетмана проведения широких арестов оппозиции и агентов Антанты. Задержаниям и арестам подверглись бывшие члены Центральной рады Грушевский, Винниченко, Порш, Петлюра. В эти дни в Киеве группой российских левых эсеров были убиты командующий группой немецких армий на Украине генерал-фельдмаршал фон Эйхгорн и его адъютант.
В конце мая возник ещё один центр оппозиции режиму — Украинский национально-государственный союз (при участии Украинской демократическо-хлеборобской партии, Украинской партии социалистов-федералистов, Украинской партии социалистов-самостийников и Украинской трудовой партии), поначалу ограничивавшийся умеренной критикой режима и правительства, однако с августа, после присоединения к союзу левых социалистов и его переименования в Украинский национальный союз (УНС), эта организация начала превращаться во всё более радикальную. В середине сентября Национальный союз возглавил Владимир Винниченко, который приступил к установлению контактов с повстанческими атаманами, а также пошёл на тайные переговоры с советскими дипломатами в Киеве, обещавшими Винниченко, что в случае победы украинских социалистов Советская Россия признаёт новое правительство Украинской республики и не будет вмешиваться во внутренние дела Украины.

### Экономика и социальная сфера
В экономике и социальной сфере правительством Скоропадского были отменены все социалистические преобразования: длительность рабочего дня на промышленных предприятиях была увеличена до 12 часов, стачки и забастовки запрещены.
Были созданы Государственный и Земельный банки, восстановлена работа железных дорог.
В промышленности сохранялись кризисные тенденции, проявившиеся в конце 1917 — начале 1918 годов. Серьёзную угрозу представляло забастовочное движение, противостояние профсоюзов и организаций промышленников.

### Аграрный вопрос
Был отменён земельный закон Центральной рады от 31 января 1918 года, созданы Земельные комиссии, в том числе Высшая Земельная комиссия под председательством Скоропадского (октябрь 1918 года) для разрешения земельных споров и разработки проекта земельной реформы.
Восстанавливалось крупное помещичье землевладение, было подтверждено право собственности крестьян на землю с выделением и продажей общинных земель, что должно было способствовать формированию широкого класса средних землевладельцев. В своих мемуарах гетман Украины Павел Петрович Скоропадский приводит целый ряд аспектов, которые очертили физические рамки аграрной реформы, например:
- 54 % украинских крестьян были середняками и владели от 3 до 10 десятинами земли.
- Безземельных или малоземельных крестьян (сельхозугодия менее 3 десятин) имелось около 40 % от всего крестьянства.
- Примитивные методы обработки земли, обусловленные спецификой землевладения (чересполосица), и общей культурно-образовательной отсталостью.
- Низкая урожайность: в 1908—1912 годах украинские селяне собирали с одной десятины 40 — 74 пуда пшеницы, а в то же время во Франции, Англии и Германии этот показатель достигал 105—185 пудов зерна.

Эти численные данные подтверждаются как современными исследованиями, так и работами начала XX века.
Выводы и размышления Павла Петровича, в которых он обосновывал свою запланированную аграрную реформу и связывал её с инвестиционным климатом и инфляционными процессами в стране:
...И здесь я считал, что не демагогическими приемами левых партий и не стоя на точке зрения наших русских и польских панов, точке зрения, отрицающей всякую необходимость в какой бы то ни было уступке в аграрном вопросе, нужно идти, если хочешь действительно принести пользу народу, а только путем известного компромисса, в основание которого должны лечь следующие положения:
Передача всей земли, кроме сахарных плантаций, лесов, земли, необходимой для конских заводов и семенных хозяйств.
Передача за плату. Бесплатная передача не имеет в данном случае никаких серьезных оснований и просто в высшей степени вредна.
Уплата селянских денег за покупаемую ими землю, наконец, заставит их пустить эти деньги в оборот, что значительно облегчит правительство, давая ему возможность значительно сократить печатание новых [денежных] знаков.

Передача земли не безземельным, а малоземельным селянам. В этом отношении нужно иметь в виду цель - государство, а не жалкую сентиментальность...
Сохранялась государственная хлебная монополия. Против неё был сам гетман Скоропадский, но, как он вспоминал, эту монополию ему навязали немцы. Значительная часть собранного крестьянами урожая подлежала реквизиции, был введён продналог (для выполнения обязательств Украины перед Германией и Австро-Венгрией по Брестскому миру).
Правительства Скоропадского делали ставку на восстановление крупных помещичьих и середняцких хозяйств, в чём были заинтересованы и немецко-австрийские оккупационные власти. Поддерживая гетмана, помещики заявляли, что мелкие крестьянские хозяйства не в состоянии обеспечить крупное товарное производство сельскохозяйственной продукции, как того требовали от Украины разорённые войной Германия и Австро-Венгрия. Последние, в свою очередь, не в состоянии были выполнить своих обязательств по поставке на Украину промышленных товаров и сельскохозяйственного инвентаря. Эти обстоятельства до предела обострили и без того напряжённую политическую и социально-экономическую ситуацию в украинском обществе, а репрессивные действия гетманских карательных отрядов провоцировали население на вооружённое сопротивление.

### Национально-культурная политика
В гетманате проводилась политика мягкой поддержки украинского национально-культурного возрождения: открытие новых украинских гимназий, введение украинского языка, украинской истории и украинской географии как обязательных предметов в школе. Были созданы украинские государственные университеты в Киеве и Каменец-Подольском, историко-филологический факультет в Полтаве, Государственный украинский архив, Национальная галерея искусств, Украинский исторический музей, Национальная библиотека Украинской державы, Украинский театр драмы и оперы, Украинская государственная капелла, Украинский симфонический оркестр, Украинская академия наук (её возглавил Владимир Вернадский).
Начали работу архитектурный и медицинский институты в Киеве, политехнический и сельскохозяйственный институты в Одессе.

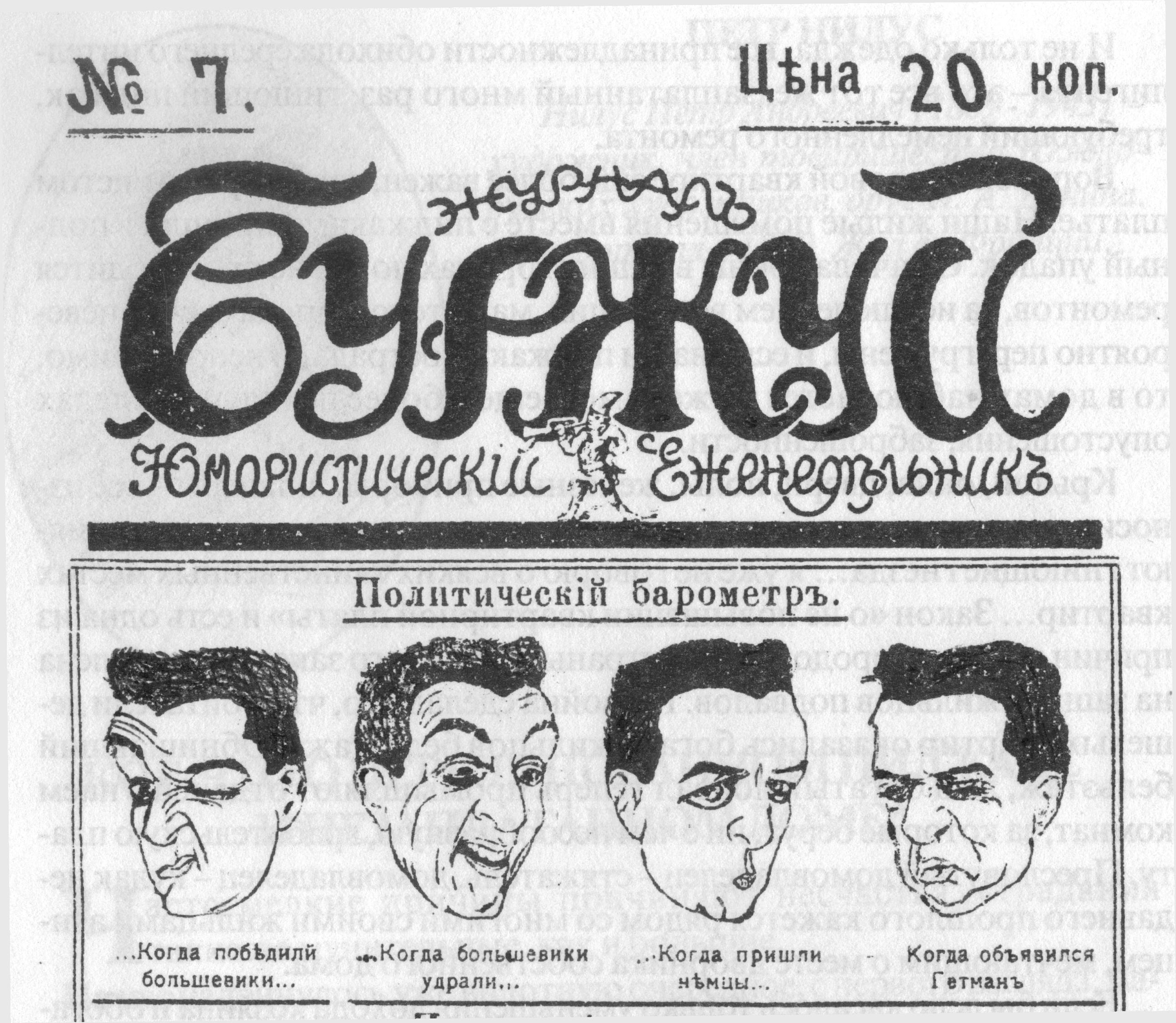
Карикатура: выражение лица одессита после прихода к власти Скоропадского. Май 1918

## Правительства Украинской державы
- 29—30 апреля 1918: и. о. председателя Совета министров — Н. Н. Сахно-Устимович. Правительство не сформировано.

| Министры                  | 30.IV — 4.V               | 4.V — 24.X                         | 25.X — 14.XI                                | 14.XI — 14.XII  |
| ------------------------- | ------------------------- | ---------------------------------- | ------------------------------------------- | --------------- |
| Атаман-министр            | Н. П. Василенко (кадет)   | Ф. А. Лизогуб                      | Ф. А. Лизогуб                               | С. Н. Гербель   |
| иностранных дел           | Н. П. Василенко           | Д. И. Дорошенко                    | Г. Е. Афанасьев                             | —               |
| военный                   | —                         | генерал Рагоза                     | —                                           | —               |
| морской                   | Н. Л. Максимов (вр.и. о.) | Н. Л. Максимов                     | А. Г. Покровский                            | —               |
| внутренних дел            | А. А. Вишневский          | Ф. А. Лизогуб                      | И. А. Кистяковский                          | —               |
| финансов                  | А. К. Ржепецкий (кадет)   | А. К. Ржепецкий                    | А. К. Ржепецкий                             | А. К. Ржепецкий |
| торговли                  | С. М. Гутник (кадет)      | —                                  | —                                           | С. Ф. Меринг    |
| труда                     | Ю. Н. Вагнер              | Ю. Н. Вагнер                       | М. А. Славинский (с/ф)                      | В. А. Косинский |
| путей сообщения           | Б. А. Бутенко             | Б. А. Бутенко                      | —                                           | В. Е. Ландеберг |
| продовольствия            | Ю. Ю. Соколовский         | Ю. Ю. Соколовский                  | —                                           | —               |
| юстиции                   | М. П. Чубинский           | М. П. Чубинский А. Ф. Романов      | А. Г. Вязлов (с/ф)                          | В. Е. Рейнбот   |
| вероисповеданий           | Н. П. Василенко           | В. В. Зеньковский                  | А. И. Лотоцкий (с/ф) П. Я. Стебницкий (с/ф) | М. М. Воронович |
| народного здравия         | В. Ю. Любинский           | В. Ю. Любинский                    | В. Ю. Любинский                             | —               |
| народного просвещения     | —                         | Н. П. Василенко                    | —                                           | В. П. Науменко  |
| земледелия                | —                         | В. Г. Колокольцов                  | В. Н. Леонтович                             |                 |
| государственный контролер | —                         | Г. Е. Афанасьев                    | —                                           | —               |
| государственный секретарь | М. Л. Гижицкий            | И. А. Кистяковский С. В. Завадский | —                                           | —               |

## Административно-территориальное деление

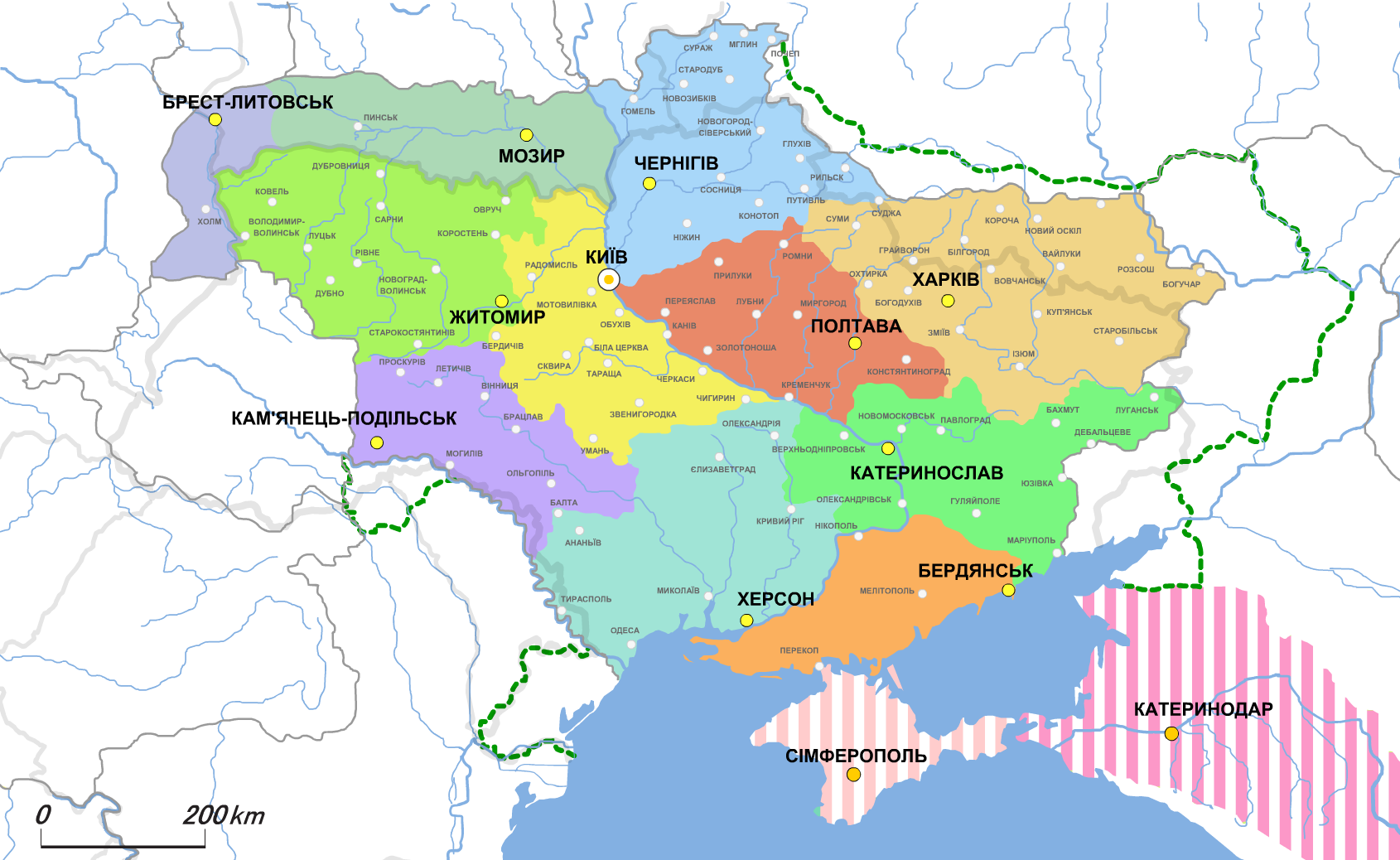
Административно-территориальное деление. Зелёная пунктирная линия — территориальные претензии.

В Украинской державе было упразднено введённое в УНР деление на земли и восстановление губернское деление.
| губерния (возглавлялись старостами)                   | губернский город   |
| ----------------------------------------------------- | ------------------ |
| Волынская                                             | Житомир            |
| Екатеринославская                                     | Екатеринослав      |
| Киевская                                              | Киев               |
| Подольская                                            | Каменец-Подольский |
| Полесский округ (из Минской губернии)                 | Мозырь             |
| Полтавская                                            | Полтава            |
| Таврическая (без Крыма)                               | Бердянск           |
| Харьковская (с частью Курской и Воронежской губерний) | Харьков            |
| Херсонская                                            | Херсон             |
| Холмская (с частью Гродненской губернии)              | Брест-Литовск      |
| Черниговская (с частью Курской губернии)              | Чернигов           |

Глава администрации губернии назывался губернский староста. Старосты назначались гетманом.
Некоторые губернские старосты:
- Полтавский: есаул Кудрявцев, в Великую войну командир 3-й сотни Нерчинского казачьего полка Забайкальского казачьего войска.
- Харьковский: генерал-лейтенант Пётр Иванович Залесский.
- Черниговский: Николай Петрович Савицкий.

## Внешняя политика

### Центральные державы
Отношения с Центральными державами, как и при Центральной раде, строились на основе подписанного в феврале 1918 года Брестского мира. Власть Скоропадского, как показали события конца 1918 года, держалась исключительно на штыках оккупационных войск. Германия, Болгария и Турция ратифицировали договор об объединении Восточной Галиции и Северной Буковины в отдельный коронный край, но Австро-Венгрия 16 июля в одностороннем порядке разорвала этот договор, сославшись на то, что Украина не выполнила в полном объёме взятых на себя обязательств по поставке хлеба. 10 сентября Украинская держава подписала с Германией новое соглашение о поставках сельскохозяйственной продукции и сырья.

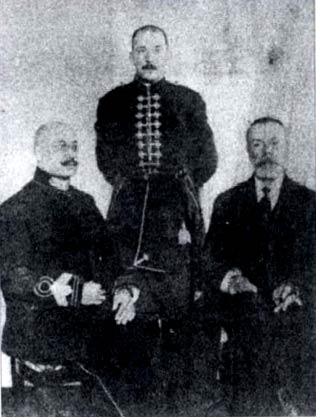
Представители украинской дипломатической миссии в Берлине, 1918 г. Слева направо: товарищ министра иностранных дел А. А. Палтов, адъютант гетмана В. В. Кочубей, премьер-министр Ф. А. Лизогуб

### РСФСР
Основной проблемой внешней политики Украинской державы было отсутствие признанных государственных границ. Западные и северные границы были определены Брестскими соглашениями с Центральными державами, однако вопрос о северо-восточных и восточных границах с Советской Россией оставался открытым. С РСФСР Украинская держава 12 июня заключила предварительное мирное соглашение, по которому между двумя государствами до завершения мирных переговоров прекращались военные действия. Правительство Украины рассматривало как государственную границу демаркационную линию между украинскими, германскими и советскими войсками, но рассчитывало включить в состав Украины все этнически украинские земли. Советская дипломатическая миссия (Раковский и Мануильский), находившаяся в Киеве для участия в переговорном мирном процессе, вела тайные переговоры с рядом лидеров оппозиционного Национального союза (Владимир Винниченко и Никита Шаповал), рассчитывая подтолкнуть все оппозиционные силы к восстанию против гетмана и укрепить большевистское влияние на Украине.

### Дон и Кубань
Украинская держава, исходя из фактического распада Российской империи, признавала суверенитет государственных образований, провозглашённых на её территории. Велись переговоры об установлении политического, военного и экономического союза с Всевеликим Войском Донским и Кубанской народной республикой.
Отношения Украины со Всевеликим Войском Донским носили союзнический характер. Вначале у обеих сторон имелись территориальные претензии друг к другу. В частности, Украина претендовала на Таганрогский округ и западные волости бывшей Области Войска Донского, заселённые украинцами. Донское правительство, в свою очередь, претендовало на Старобельский уезд Харьковской губернии и Луганск. В результате длительных переговоров обе стороны пошли на уступки и 8 августа подписали соглашение о взаимном признании независимости и отказе от территориальных претензий. Межгосударственная граница была установлена по границе между Областью Войска Донского с одной стороны и Воронежской, Харьковской и Екатеринославской губерниями бывшей Российской империи — с другой.
В то же время между Украиной и Донским правительством существовали разногласия по поводу Кубани. Украина рассчитывала на создание федерации с Кубанской народной республикой. На Кубани эти планы поддерживались так называемой «черноморской партией» — потомками запорожцев — во главе с председателем Кубанского краевого правительства Лукой Бычом. В свою очередь, партия кубанских «линейцев» — потомков донских казаков — выступала за союз с Доном и реставрацию Российской империи.

### Полесье
По Брестскому договору к Украине отошли три южных уезда бывшей Минской губернии — Пинский, Мозырский и Речицкий со смешанным украинским и белорусским населением. Вначале их включили в состав украинских Волынской и Холмской губерний, однако против такого решения выступило самопровозглашённое правительство Белорусской народной республики. В июне в Киев прибыл её чрезвычайный посол Роман Скирмунт, который провёл переговоры о пересмотре линии границы с украинским министром иностранных дел Дмитрием Дорошенко. Переговоры успеха не имели, поскольку выяснилось, что правительство БНР не располагает реальной властью. В результате, с согласия германского командования, правительство Украинской державы распространило свою власть на все северные территории, на которые оно претендовало. В августе они были объединены в Полесский округ с административным центром в Мозыре. По стратегическим соображениям к Украине присоединили Гомельский уезд Могилёвской губернии, который включили в состав Черниговской губернии.

### Крым
Руководство Украины приложило немалые усилия с целью присоединения территории Крыма, который с
1 мая по 15 ноября 1918 года де-факто находился под германской оккупацией, а де-юре — под управлением Крымского краевого правительства Сулеймана Сулькевича (с 23 июня 1918 года). С середины августа гетманское правительство применило в отношении Крыма экономическую блокаду. Через месяц правительство генерала Сулькевича сообщило, что согласно начать переговоры о формах государственного объединения с Украиной. В сентябре — октябре в Киеве прошли крымско-украинские переговоры. Украинская делегация предложила Крыму войти в состав Украины на правах предельно широкой автономии. Крымская делегация вынесла контрпредложение — создание федеративного союза. К согласию прийти не удалось.

### Холмщина и Подляшье
По Брестскому мирному договору в состав Украины вошли Холмщина и Подляшье — Холмская губерния. Включение этих земель в состав Украины, однако, вызвало протесты местного польского населения. Поскольку Польша не имела самостоятельности, официальные контакты между польской и украинской сторонами осуществлялись при посредничестве Австро-Венгрии. Сама Австро-Венгрия рассчитывала на образование Польского государства под своим протекторатом и действовала вопреки интересам Украины. Украинское руководство в связи с этим рассчитывало на покровительство Германии, которая поддерживала Киев в качестве противовеса российскому и польскому влиянию в Восточной Европе. После распада Австро-Венгрии на территории Холмской губернии было сформировано польское ополчение. 5 ноября Скоропадский обратился к командованию германских войск на Украине с просьбой ввести на территорию губернии украинские и германские войска для охраны украинской администрации и населения. Германия приняла предложение, но этому помешало восстание Директории. В декабре 1918 года вооружённые силы провозглашённой Польской Республики совместно с польским ополчением оккупировали Холмщину, Подляшье и часть западной Волыни. Украинская администрация была интернирована.

### Бессарабия
Правительство Украинской державы пыталось восстановить контроль над захваченными Румынией украинскими уездами Бессарабии — Хотинским, Аккерманским и Измаильским. Гетманское правительство развязало «таможенную войну», запретив экспорт товаров в Румынию и Бессарабию, прекратило деятельность румынских скупщиков сырья и продовольствия. Осенью 1918 года, пользуясь поддержкой Антанты, Румыния окончательно аннексировала Бессарабию.

### Антанта
Попытки установления отношений со странами Антанты через нейтральные страны, как и переговоры в Яссах, успеха не имели в связи с ориентацией гетмана Скоропадского на Германию и Австро-Венгрию.
22 ноября 1918 года представитель Антанты сообщил гетману Скоропадскому, что союзники в самое ближайшее время предоставят ему военную помощь для защиты от Советской России и подавления беспорядков на Украине. При этом французское командование дало понять, что стремится к воссозданию сильной единой России с включением в её состав украинских земель, а потому основную ставку французы делали на Белое движение. Командование вооружённых сил Антанты рассматривало Юг Украины и Крым как важнейший стратегический плацдарм для дальнейшего наступления на Москву, однако не спешило разворачивать свои войска и начинать военную кампанию.
Уже в начале декабря, поняв, что гетман не контролирует положение и что его свержение является вопросом нескольких дней, представители союзного командования отказались от поддержки бесперспективного режима.

### Дипломатические отношения
Украинская держава поддерживала дипломатические отношения с 30 государствами — Центральными державами, нейтральными странами и государственными образованиями, возникшими при распаде Российской империи.

#### Дипломатические представительства Украины за рубежом
| Страна                                                      | Посол                        |
| ----------------------------------------------------------- | ---------------------------- |
| Германская империя                                          | барон Фёдор Штейнгель        |
| Австро-Венгрия                                              | Вячеслав Липинский           |
| Царство Болгария                                            | Александр Шульгин            |
| Финляндская Республика/Королевство Финляндия                | Константин Лосский           |
| Кубанская Народная Республика                               | барон Фёдор Боржинский       |
| Королевство Швеция, Королевство Норвегия, Королевство Дания | Борис Баженов                |
| Швейцарская Конфедерация                                    | Евмен Лукасевич              |
| Королевство Румыния                                         | Владислав Дашкевич-Горбацкий |
| Османская империя                                           | Михаил Суховкин              |

#### Дипломатические миссии иностранных государств в Киеве
| Страна                                       | Посол                                                              |
| -------------------------------------------- | ------------------------------------------------------------------ |
| Германская империя                           | барон Филипп Альфонс Мумм фон Шварценштейн                         |
| Австро-Венгрия                               | граф Иоганн Форгач фон Гимеш унд Гач (Forgács von Ghymes und Gács) |
| Царство Болгария                             | Иван Димитров Шишманов                                             |
| Финляндская Республика/Королевство Финляндия | Герман Грегориус Гуммерус                                          |
| Всевеликое Войско Донское                    | Александр Черячукин                                                |
| Кубанская Народная Республика                | Вячеслав Ткачёв                                                    |
| Грузинская Демократическая Республика        | Виктор Тевзая                                                      |
| Османская империя                            | Ахмет Мухтар-бей                                                   |

## Вооружённые силы Украинской державы
Руководство военных ведомств:
- Военный министр генеральный бунчужный А. Ф. Рагоза, 30 апреля — 13 декабря 1918 года.
- Товарищ (заместитель) военного министра полковник Н. Л. Максимов, 5 мая — 14 ноября 1918 года. Осенью присвоено воинское звание контр-адмирал.
- Морской министр вице-адмирал А. Г. Покровский, 14 ноября — 14 декабря 1918 года.
- Представитель морского министра в г. Одессе контр-адмирал Н. Л. Максимов, 14 ноября — 14 декабря 1918 года.

24 июля 1918 года Совет министров Украинской державы принял закон о всеобщей войсковой повинности и утвердил план организации армии, подготовленный Генеральным штабом. 8 пехотных корпусов, которые должны были составить костяк армии, формировались по территориальному принципу: I — Волынский, II — Подольский, III — Одесский, IV — Киевский, V — Черниговский, VI — Полтавский, VII — Харьковский, VIII — Екатеринославский) в составе 54 пехотных и 28 кавалерийских полков, 48 полевых артиллерийских полков, 33 тяжёлых артиллерийских полков, 4 конно-артиллерийских полков.
В состав вооружённых сил также входили:
- Гвардейская Отдельная Сердюкская дивизия,
- Черноморская флотилия,
- Бригада морской пехоты,
- Отдельный конно-горный артиллерийский дивизион,
- 1-я стрелецко-казацкая дивизия (см.Серожупанники),
- Отдельная Запорожская дивизия,
- Отдельный Черноморский кош,
- Харьковский Слободской кош,
- Отдельный отряд Сечевых стрельцов,
- Отдельный Сердюкский дивизион,
- 1-я конная дивизия,
- Военно-воздушные силы (в процессе формирования).

Численность армии мирного времени с формированием по территориальному принципу планировалось довести до более чем 300 тысяч. Фактическая численность вооружённых сил в ноябре 1918 года составляла около 60 тысяч.
31 августа приказом по Морскому ведомству была определена дислокация частей береговой обороны Чёрного моря и побережья Юго-западного района. Управление Отдельного корпуса морской охраны располагалось в Одессе, подчинённые ему штабы и подразделения — в Николаеве,Очакове и Херсоне.
Государственную границу охранял Отдельный корпус пограничной охраны.
64 пехотных и 18 кавалерийских полков армии Украинской державы представляли собой переименованные полки бывшей Русской императорской армии, подвергнутые «украинизации» в 1917 году, ¾ которых возглавлялись прежними командирами. Все должности в армии гетмана занимали русские офицеры, в абсолютном большинстве не украинцы по национальности, ранее проходившие службу в Русской императорской армии и Революционной армии свободной России.
В последующем из примерно 100 лиц высшего командного состава гетманской армии лишь менее ¼ перешли в петлюровскую армию, тогда как большинство служило в белой армии, что хорошо иллюстрирует их настроения. В это время Украина и особенно Киев стали центром притяжения для всех спасающихся от большевиков из Петрограда, Москвы и других регионов Российской империи. К лету 1918 года на Украине находилось не менее трети всего русского офицерства: в Киеве — до 50 тысяч, в Одессе — 20 тысяч, в Харькове — 12 тысяч, в Екатеринославе — 8 тысяч. Как вспоминал генерал барон П. Н. Врангель: «Со всех сторон России пробивались … на Украину русские офицеры… ежеминутно рискуя жизнью, старались достигнуть они того единственного русского уголка, где надеялись поднять вновь трёхцветное русское знамя». Впоследствии всем офицерам, служившим в гетманской армии, пришлось при поступлении во ВСЮР пройти специальные реабилитационные комиссии (что приравнивало их к офицерам, служившим у большевиков), что было несправедливо, поскольку эти офицеры в огромном большинстве относились с сочувствием к добровольцам, и гетманская армия дала тысячи офицеров и генералов как ВСЮР, так и Северо-Западной армии.

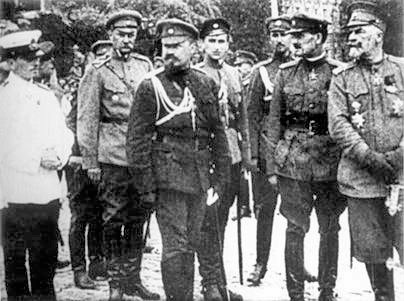
Служащие военного министерства Украинской державы — полковник Николай Лаврентьевич Максимов (крайний слева, в белой форме) и военный министр генеральный бунчужный
Александр Францевич Рагоза (крайний справа)

В начале лета начальником вербовочного пункта Южной армии в Киеве был назначен подполковник Революционной армии свободной России П. М. Бермондт (князь Авалов).
В начале июля в Киеве было открыто вербовочное бюро Астраханской армии.
Ещё более важное значение имела другая форма организации русского офицерства на Украине — создание добровольческих формирований из русских офицеров. Организацией таковых в Киеве занимались генерал И. Ф. Буйвид (формировал Особый корпус из офицеров, не желавших служить в гетманской армии) и генерал Л. Н. Кирпичёв (создававший Сводный корпус Национальной гвардии из офицеров военного времени, находящихся на Украине, которым было отказано во вступлении в гетманскую армию; его основой была Киевская офицерская добровольческая дружина). Офицерские дружины, фактически выполнявшие функции самообороны, впоследствии стали единственной силой, оказывавшей вооружённое сопротивление войскам Петлюры в ноябре-декабре 1918 года.
В начале ноября 1918 года граф генерал от кавалерии Ф. А. Келлер получил приглашение гетмана П. П. Скоропадского командовать войсками Украинской державы. 5 ноября он был назначен главнокомандующим войсками Украинской державы с подчинением ему и гражданских властей. Помощником главкома был назначен князь генерал-лейтенант А. Н. Долгоруков.
13 ноября Ф. А. Келлер был снят с должности и назначен помощником нового главнокомандующего, которым стал его бывший помощник князь генерал-лейтенант А. Н. Долгоруков.
Во время восстания Директории, 18 ноября (или 19 ноября), А. Н. Долгоруков был назначен заместителем командующего всеми русскими добровольческими частями Украинской державы, которые возглавил Ф. А. Келлер.
В октябре 1918 г. П. П. Скоропадский приказал начать формирование Особого 8-полкового корпуса из русских юнкеров и офицеров — уроженцев Украины. В крупных городах в начале ноября стали формироваться добровольческие офицерские дружины.

## Революционное повстанчество на Украине
Продовольственный грабёж Украины, организованный оккупационными войсками при содействии правительства Скоропадского, принял огромные размеры. Там, где крестьянство противилось этому грабежу, его подвергали репрессиям и расстрелам. Помимо открытого военного грабежа и насилия оккупантов, оккупация Украины сопровождалась возобновлением помещичьего землевладения и сопутствующим ему помещичьим террором.
Эта обстановка привела к началу грандиозной крестьянской войны — возникновению революционного движения украинского крестьянства, ставшего известным как революционное повстанчество. Против насилия австро-немецких войск и гетманской государственной стражи («варты») выступила организованная и влиятельная в украинских сёлах сила — вольное казачество.
Летом 1918 года крестьянство повсеместно восставало против помещиков, убивало или изгоняло их, забирая себе землю и имущество. Немецкие и гетманские власти отвечали на это массовыми репрессиями в отношении сотен бунтующих сёл. Крестьянство, не желавшее покориться властям, перешло к партизанской борьбе. Практически одновременно во многих местах возникло множество небольших партизанских отрядов, взявших на вооружение тактику внезапных налётов на помещичьи усадьбы, государственную стражу и иных представителей власти.
В ходе локальных восстаний украинских крестьян только за первых шесть месяцев оккупации было убито около 22 тысяч солдат и офицеров оккупационных сил (по данным немецкого Генерального штаба) и более 30 тысяч гетманских вартовых. В повстанческих вооружённых отрядах в мае — сентябре 1918 года приняло участие до 100 тысяч человек. Восстания крестьян практически сорвали сбор и вывоз с Украины продовольствия.
Первое крупное восстание произошло в конце мая в районе Елисаветграда. В начале июня поднялась Екатеринославщина и Уманщина. Наибольшую угрозу для режима Скоропадского представляло Звенигородско-Таращанское восстание, начавшееся 2 июня на юге Киевской губернии, где возникла целая «повстанческая армия» (около 15 тысяч человек). Восстание было подавлено лишь в августе — сентябре 1918 года.
Ожесточённые репрессии помещичьей контрреволюции лишь сделали повстанческое движение повсеместным, вели к сплочению партизанских отрядов, способных действовать по единому плану. На практике это приводило к объединению крестьянства по районам путём слияния отдельных партизанских отрядов.
На Полтавщине и Черниговщине крестьянскими восстаниями руководили большевики и левые элементы из украинских партий социал-демократов и эсеров, на Екатеринославщине и Херсонщине повстанческие отряды испытывали влияние анархистов (батька Махно) и левых украинских эсеров (атаман Григорьев).

## Политический кризис. Антигетманское восстание
Осенью 1918 года, в связи с явным приближением поражения Центральных держав в войне, Скоропадский начал лавировать и искать пути к сохранению власти и налаживанию союза со странами-победительницами. Было объявлено о грядущей аграрной реформе и парламентских выборах. Гетман пригласил Национальный союз на переговоры по формированию нового правительства «национального доверия». 24 октября был окончательно сформирован новый кабинет министров, в котором Национальный союз получил лишь четыре портфеля. Состав кабинета министров (в котором присутствовали лица, ориентированные на Белое движение) не устраивал лидеров Национального союза, и Винниченко неожиданно заявил, что Национальный союз продолжает оставаться в оппозиции к режиму гетманской власти.
Национальный союз таким образом взял курс на подготовку антигетманского восстания. Все его деятели разъехались по губерниям Украины и стали активно готовить восстание на местах.
В начале ноября командир Запорожской дивизии полковник Болбочан, командующий Подольским корпусом генерал Ярошевич и командир Черноморского коша Полищук дали согласие на участие в восстании. Винниченко склонил Евгения Коновальца — командира полка сечевых стрельцов, базировавшегося в Белой Церкви, — к тому, чтобы первым выступить против гетмана. К заговорщикам присоединился министр железнодорожного транспорта Бутенко. Генерал Осецкий (командир Железнодорожной дивизии гетмана) стал руководителем военного штаба восстания и сформировал в Киеве резервный полк охраны. Небольшие железнодорожные отряды создавались на всех узловых станциях.
14 ноября, через несколько дней после известия о поражении Центральных держав в войне, гетман Скоропадский подписал «Грамоту» — манифест, в котором он заявил, что будет отстаивать «давнее могущество и силу Всероссийской державы», и призвал к строительству Всероссийской федерации как первого шага для воссоздания великой России. Манифест означал крах всех усилий украинского национального движения по созданию самостоятельной украинской государственности. Этот документ окончательно оттолкнул от гетмана большую часть украинских федералистов, украинских военных и интеллигенции. В середине ноября на Украине развернулось антигетманское восстание под руководством Директории УНР. В течение месяца режим гетманской власти был свергнут повстанческим движением и восставшими войсками под командованием Симона Петлюры.

## Основные события

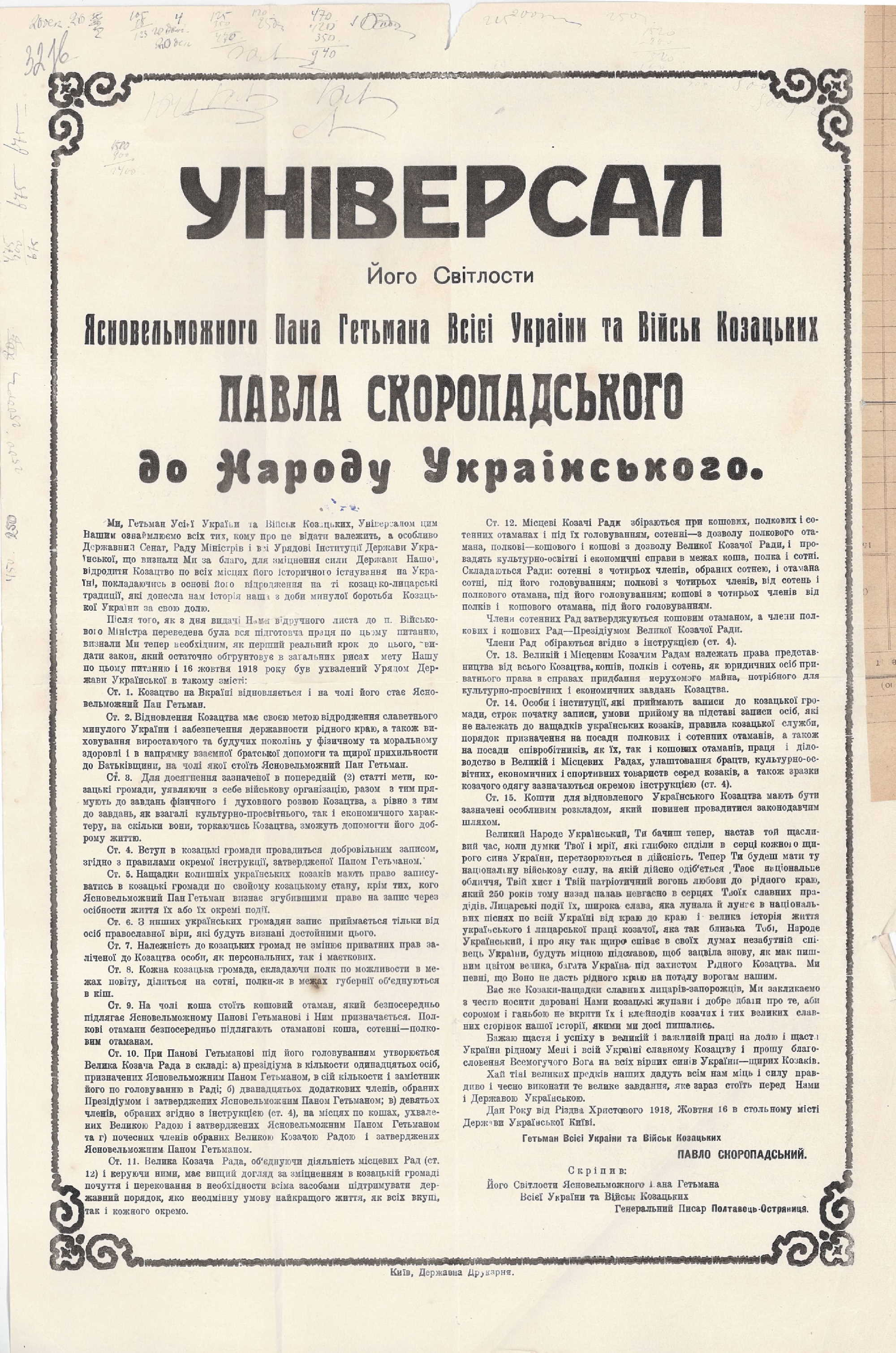
Универсал гетмана П. Скоропадского о восстановлении казачества.

- 1.05.1918 запрет на проведение съезда представителей городов
- 8-11.05.1918 съезд Конституционно-Демократической партии
- 13-16.05.1918 съезд Украинской партии социалистов-революционеров (нелегальный), создание Украинского национально-государственного союза
- 15-18.05.1918 съезд представителей промышленности, торговли, финансов и сельского хозяйства — создание «Протофиса» (председатель кн. А. Д. Голицын, товарищ председателя Н. Ф. фон Дитмар)
- 19.05.1918 Киевский епархиальный съезд, избрание архиеп. Антония (Храповицкого) главой Киевской митрополии
- 25.05.1918 «Положение про Малый совет министров»
- 27.05.1918 Закон о земельных комиссиях
- 6.06.1918 взрыв военных складов в Киеве (теракт)
- 12.06.1918 подписание предварительного мирного соглашения с РСФСР (Киев)
- 14.06.1918 пожар на дровяных складах в Киеве (теракт)
- 20.06-11.07.1918 Всеукраинский православный церковный собор[укр.] в Киеве
- 1.07.1918 основание Государственного университета в Каменце-Подольском
- 5-12.07.1918 основание Коммунистической партии (большевиков) Украины (Москва)
- 8.07.1918 Закон о Государственном сенате
- 19.07.1918 начало всеобщей забастовки железнодорожников
- 24.07.1918 ратификация Германией Брест-Литовских соглашений с Украиной
- 30.07.1918 покушение на фельдмаршала Эйхгорна, командующего группой немецких войск на Украине (теракт)
- 31.07.1918 взрыв на складе боеприпасов в Одессе (теракт)
- 1.08.1918 «Временный закон о верховном правлении государством на случай смерти, тяжёлой болезни и пребывания за пределами государства Ясновельможного пана Гетмана всей Украины»
- 5.09.1918 закон о выборах в земства
- 17.08.1918 визит предс. совета мин. Ф. А. Лизогуба в Берлин;
- 4-17.09.1918 визит гетмана П. Скоропадского в Германию
- 17.09.1918 преобразование Украинского народного университета в Киеве в Киевский государственный украинский университет
- 18.09.1918 В. Винниченко избран председателем Украинского национального союза (УНС)
- 16.10.1918 универсал о восстановлении казачества в Черниговской, Полтавской, Харьковской губ.
- 22.10.1918 «Грамота к украинскому народу»
- 12.11.1918 закон об автокефалии Украинской Православной Церкви
- 13.11.1918 создание Директории УНР
- 13.11.1918 аннулирование Брест-Литовского мирного договора ВЦИК
- 14.11.1918 «Федеративная Грамота» П. Скоропадского
- 14.11.1918 правительство С. Гербеля
- 24.11.1918 основание Академии наук Украины в Киеве
- 16.11.1918 начало возглавленного Директорией УНР восстания против гетмана
- 18.11.1918 Бой под Мотовиловкой
- 18.11.1918 захват Харьковской губернии войсками атамана Болбочана
- 18.11.1918 назначение гр. Келлера командующим вооружёнными силами Украинской державы
- 24.11.1918 открытие Украинской Академии Наук в Киеве
- 27.11.1918 захват Полтавской губернии войсками атамана Болбочана
- 27.11.1918 назначение кн. Долгорукова командующим вооружёнными силами Украинской державы
- 14.12.1918 отречение гетмана П. П. Скоропадского
- 14.12.1918 в Киев вошли отряды Директории.

## В художественной литературе и взглядах современников
«Украинская Держава! Настоящее государство, — с границами, и даже в Петербурге, на посольстве, развевается наш флаг! — Так начал своё воспоминание украинский офицер Иосиф Дигтяр. — Правда, на границах — немецкие штыки, и говорилось, что это временно, пока сформируется сильное украинское войско. Были и ещё некоторые дефекты, которых не хотелось видеть». Дефектов действительно хватало. Это государство не нравилось почти всем. Возмущались предприниматели, ведь нужно было перерисовывать вывески на своих магазинах на украинские. Выражали недовольство телеграфисты, ибо приходилось переучиваться на «мову». А разного рода чиновники? Они с проклятиями покупали русско-украинские словари. И искали, как перевести, например, «поставить на вид». Этих статских, коллежских и других «советников» ужасно угнетала необходимость переучиваться на «хохлацкое наречие». Но должны были! Возмущались и «господа офицеры». Ведь немец, с которым они бились несколько лет, теперь распоряжался на улицах украинских городов. Все же русским офицерам приходилось сдерживать «патриотическое негодование», когда их «заклятый враг — немец», дежуривший на мостах через Днепр, задерживал их на минутку и «спокойным жестом указывал идти по левой стороне». Украинская Держава не нравилась не только «русским людям», но даже селюку, имевшему сына в гимназии. Его мол, на господина хотел выучить, а теперь по-новому начали учить… «Да этому же он и дома мог научиться». Недоброжелательно отнеслись к Украинской Державе и большевики — их раздражал её буржуазный характер. Не нравилось это государство и украинской интеллигенции. Ведь такой массы раздражающих казусов, казалось, ещё никогда не было. Вот в Киеве на почтовых ящиках появились странные надписи — «Поштова скринька для листьев». Конечно, эстеты хмурились… Раздражали и попытки российских офицеров говорить на украинском: «Панове, ми повынни знать свои кулэмэти и слушать наказов… Ну, так збирайтєсь, добродеи…». Но как бы кто ни раздражался, однако Украинская Держава стала фактом мировой политики. Стали фактом украинская низшая и средняя школы. Украинские гимназии открывались даже в селах. Правда, армия украинская формировалась очень медленно, «и страшно было самого себя спросить, а что же будет, как немцы оттянут свои войска». За их плечами действительно было спокойно и уверенно. Но раздражение вызывали уже и немцы — что-то слишком много их на улицах городов и железнодорожных станциях Украины. К тому же говорят они на каком-то причудливом языке, даже не говорят, а гогочут. А по селам реквизируют хлеб и принимают участие в карательных экспедициях против крестьян, разбивающих и грабящих помещичьи экономии…
(Р. Коваль. Багряні жнива української революції)
Оригинальный текст (укр.)
Українська Держава! Справжня держава, з кордонами, і навіть у Петербурзі, на посольстві, розвівається наш прапор! — так почав свій спогад український старшина Йосип Дігтяр. — Правда, на кордонах — німецькі багнети, та говорилось, що це тимчасово, поки сформується сильніше українське військо. Були й ще деякі дефекти, котрих не хотілось бачити.
Дефектів справді вистачало. Ця держава не подобалася майже всім. Обурювались підприємці, що треба перемальовувати вивіски на своїх магазинах на українські. Висловлювали невдоволення телеграфісти, бо доводилося перенавчатися на «мову». А різного роду чиновники?! Вони з прокльонами купували російсько-українські словники. І шукали, як перекласти, наприклад, «поставіть на від». Цих статських, колезьких та інших «совєтніков» страшенно пригнічувала необхідність перенавчатися на «хохлацком нарєчіі». Та мусили!
Обурювались і «ґаспада офіцери». Бо ж німець, з яким вони билися кілька років, тепер порядкував на вулицях українських міст. Все ж російським офіцерам доводилося стримувати «патріотічєскоє нєґадованіє», коли їхній «запеклий ворог — німець», який чергував на мостах через Дніпро, затримував їх на хвильку і «спокійним жестом указував йти по лівім боці».
Українська Держава не подобалась не тільки «русскім людям», а й навіть селюкові, що мав сина в гімназії. Бач, на пана хотів вивчити, а тепер по-новому почали вчити… «Та це ж, — мовляв, — він і дома міг навчитись».
Недоброзичливо поставились до Української Держави і більшовики — їх дратував її буржуазний характер. Не подобалася ця держава й українській інтелігенції. Адже такої маси дратівливих казусів, здавалося, ще ніколи не було. Ось у Києві на поштових скриньках з’явились чудернацькі написи — «Поштова скринька для лістьєв». Звісно, естети хмурились… Дратували й натужні спроби російських старшин говорити українською: «Пановє, ми повінні знать своі кулємєти і слушать наказов… Ну, так збірайтєсь, добродєї…»
Та як би хтось не дратувався, але Українська Держава стала фактом світової політики. Стала й фактом українська нижча і середня школи. Українські гімназії відкривались навіть у селах. Щоправда, армія українська формувалась надто повільно, «і страшно було самого себе запитати, а що ж буде, як німці відтягнуть свої війська». За їхніми плечима справді було спокійно і впевнено.
Та подразнення викликали вже й німці — щось забагато їх на вулицях міст і залізничних станціях України. До того ж говорять вони якоюсь чудернацькою мовою, навіть не говорять, а ґелґочуть. А по селах реквізують хліб і беруть участь у каральних експедиціях проти селян, які розбивали і грабували поміщицькі економії…
(Р. Коваль. Багряні жнива української революції )

Гетман воцарился — и прекрасно. Лишь бы только на рынках было мясо и хлеб, а на улицах не было стрельбы, чтобы, ради самого господа, не было большевиков, и чтобы простой народ не грабил. Ну что ж, все это более или менее осуществилось при гетмане, пожалуй, даже в значительной степени. По крайней мере, прибегающие москвичи и петербуржцы и большинство горожан, хоть и смеялись над странной гетманской страной, которую они, подобно капитану Тальбергу, называли опереткой, невсамделишным царством, гетмана славословили искренне… и… «Дай бог, чтобы это продолжалось вечно».
  ...И было другое - лютая ненависть.  Было  четыреста  тысяч  немцев,  а вокруг них  четырежды  сорок  раз  четыреста  тысяч  мужиков  с  сердцами, горящими неутоленной злобой. О, много, много скопилось в этих  сердцах.  И удары лейтенантских  стеков  по  лицам,  и  шрапнельный  беглый  огонь  по непокорным деревням, спины, исполосованные шомполами гетманских  сердюков,
и расписки на клочках бумаги почерком майоров и лейтенантов германской армии: «Выдать русской свинье за купленную у неё свинью 25 марок». Добродушный, презрительный хохоток над теми, кто приезжал с такой
распискою в штаб германцев в Город. И реквизированные лошади, и отобранный хлеб, и помещики с толстыми
лицами, вернувшиеся в свои поместья при гетмане, — дрожь ненависти при слове «офицерня».
  Вот что было-с.
   Да еще слухи о земельной реформе, которую намеревался  произвести  пан
гетман.
   Увы, увы! Только  в  ноябре  восемнадцатого  года,  когда  под  Городом загудели пушки, догадались умные люди, а  в  том  числе  и  Василиса,  что ненавидели мужики этого самого  пана  гетмана,  как  бешеную  собаку— М. А. Булгаков, «Белая гвардия»